# Via Regia
Via Regia (Kraljeva cesta) je evropska kulturna pot, ki poteka po trasi zgodovinske ceste srednjega veka. V srednjeveškem Svetem rimskem cesarstvu je bilo veliko takih viae regiae, povezanih s kraljem.

## Zgodovina

### Izvor
Via Regia je potekala od zahoda proti vzhodu skozi središče Svetega rimskega cesarstva, od Rena pri Mainz-Kastel (Elisabethenstraße) do Frankfurta ob Majni, trgovskega mesta in kraja volitev rimskega kralja / cesarja, ter se nadaljevala vzdolž Hanaua, Kaiserpfalz pri Gelnhausnu, mesta Steinau an der Straße, Neuhofa, Fulde in Eisenacha do Erfurta, središča proizvodnje lesa. Potekala je naprej proti vzhodu do Eckartsberge, prečkala reko Saale med Bad Kösenom in Naumburgom in dosegla Leipzig, drugo trgovsko mesto. Vzhodni del se je nadaljeval skozi Gornjo Lužico (Via Regia Lusatiae Superioris) vzdolž Großenhaina, Königsbrücka, Kamenza, Bautzena in Görlitza do Vroclava v Šleziji z nadaljnjo povezavo do Krakova na Poljskem.

### Srednji vek
Cesta je bila prvič omenjena kot strata regia v listini, ki jo je izdal mejni grof Henrik III. iz Meissena leta 1252, njeni začetki pa segajo v 8. in 9. stoletje. Po padcu cesarske oblasti v osrednji Nemčiji v korist saške družine Wettin po bitki pri Lucki leta 1307 je cesta izgubila svoj kraljevski status in od 14. stoletja o tej poti ni bilo več mogoče govoriti kot o »Via Regia«.
Kljub temu je pomemben odsek ceste med Frankfurtom in Leipzigom še naprej obstajal pod imenom Hohe Straße (Visoka cesta). Ostala je pod suverenim nadzorom npr. češke krone v Zgornji Lužici, saških volilnih knezov, opatije Fulda, pa tudi nadškofije Mainz in je bila zakupljena z mitnino. Tudi odcep od Frankfurta ob Majni do Kölna prek Wetzlarja se je imenoval Hohe Straße.
Cesta je imela velik gospodarski pomen za medregijsko trgovino in menjavo. Z zahoda so prihajale flamske odeje, z vzhoda les, kože, vosek in med, srednji del pa je nadzoroval nemški indigo (Isatis tinctoria) iz Turinške kotline ter rudarske izdelke Saškega rudogorja. Hohe Straße je zagotavljala tudi neposredno pot med največjima nemškima sejmoma Frankfurt in Leipzig.
Romarji, ki so se udeležili romanja v Aachensko stolnico, so v velikem številu uporabljali cesto. Do tja so zavili z glavne ceste pri Eisenachu po cesti Lange Hesse proti Marburgu in Kölnu. Pričevanja o romanju v Santiago de Compostela so znana iz Großenhaina, Leipziga, Erfurta, Gothe, Vacha, Fulde, Frankfurta ob Majni in Mainza.
Cesto so večkrat uporabljale vojske. Nekatere velike bitke so se zgodile v njenem povodju (npr. Breitenfeld 1631, Lützen 1632, Rossbach 1757, Hochkirch 1758, Jena-Auerstedt 1806 kot tudi bitke pri Bautzenu, Lütznu (Großgörschen) in Leipzigu leta 1813).

### 19. stoletje do danes
Po dokončnem porazu Napoleona je pomen ceste upadel, saj se zaradi zmanjšanja Kraljevine Saške za velike dele njenih lužiških ozemelj na Dunajskem kongresu cestnina v imenu Leipziga ni več pobirala.
Deli zgodovinske poti Via Regia so danes označeni z glavnimi državnimi cestami: med Eisenachom in Erfurtom z Bundesstraße 7 (B7); med Eckartsbergo in Leipzigom po B87; in med Leipzigom in Görlitzom po Bundesstraße 6 (B6) in proti vzhodu do Krakova po poljski državni cesti 94. V Hanauu se Birkenhainer Strasse odcepi od Via Regia in prečka gorsko verigo Spessart proti Gemünden am Main v Frankoniji, tudi kot glavna cesta

## Turizem
Svet Evrope je Via Regia leta 2005 podelil naziv glavne kulturne poti »Sveta Evrope«. Po mnenju Sveta Evrope je to »ime najstarejše in najdaljše cestne povezave med vzhodom in zahodom Evropi. Pot obstaja že več kot 2000 let in povezuje 8 evropskih držav v dolžini 4500 km.« 